# Yeghishé Gizirian
Yeghishé Gizirian (Geburtsname Zaven, * 15. Juli 1925 in Damaskus; † 18. März 2016) war ein Bischof der Armenischen Apostolischen Kirche.

## Leben
Er gehörte der klösterlichen Bruderschaft der Kathedrale von Etschmiadsin an (Muttergotteskirche des heiligen Etschmiadsin). 1982 wurde er von Wasgen I., dem „Obersten Patriarch und Katholikos Aller Armenier“, zum Bischof geweiht und zum Primas der Armenisch-Apostolischen Kirche in Großbritannien mit Sitz im Lambeth Palace, der Londoner Residenz des Erzbischofs von Canterbury, bestellt. Er war Teilnehmer der Lambeth-Konferenz, der alle zehn Jahre stattfindenden Vollversammlung aller anglikanischen Bischöfe. Von 1990 bis 2002 war er Präsident des Rates der Orientalisch-orthodoxen Kirchen in Großbritannien. 1993 erfolgte die Ernennung zum Erzbischof. 2000 wurde seinem Ruhestandsgesuch stattgegeben.